# Tunga libis
Tunga libis är en loppart som beskrevs av Smit 1962. Tunga libis ingår i släktet Tunga och familjen Tungidae. Inga underarter finns listade i Catalogue of Life.